# Aşağıköşkköy, Tutak
Aşağıköşkköy là một xã thuộc huyện Tutak, tỉnh Ağrı, Thổ Nhĩ Kỳ. Dân số thời điểm năm 2011 là 1.168 người.